# Sedum grisebachii
Sedum grisebachii är en fetbladsväxtart som beskrevs av Pierre Edmond Boissier och Heldr.. Sedum grisebachii ingår i Fetknoppssläktet som ingår i familjen fetbladsväxter. Utöver nominatformen finns också underarten S. g. horakii.